# Buccinum tenellum
Buccinum tenellum är en snäckart som beskrevs av Dall 1883. Buccinum tenellum ingår i släktet Buccinum och familjen valthornssnäckor. Inga underarter finns listade i Catalogue of Life.